# Papa Nicolae al III-lea

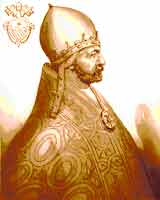
Papa Nicolae al III-lea

Papa Nicolae al III-lea (numele laic Giovanni Gaetano Orsini, (n. anii 1210, Roma, Statele Papale – d. 22 august 1280, Viterbo, Lazio, Regatul Italiei). A fost papă de la 25 noiembrie 1277 până la decesul său în anul 1280.
Papa Nicolae al III-lea a inițiat construirea "Pasajului Borgo" (în italiană Passetto di Borgo), un zid de piatră lung de cca 800 m cu un coridor secret deasupra, care face legătura între Vatican și fortificatia învecinată Castelul Sant'Angelo. Numele vine de la cartierul Borgo, traversat de zid. Coridorul secret s-a dovedit a fi o cale eficientă de evadare, în caz de asediu al Vaticanului, pentru unii papi care au urmat (Papa Alexandru al VI-lea, Papa Clement al VII-lea și Papa Pius al VII-lea).